# Покровский, Николай Прокофьевич
Никола́й Проко́фьевич Покро́вский (9 мая 1909, с. Сорогожское, Тверская губерния — 4 августа 1976, Минск) — советский партийный и государственный деятель, во время Великой Отечественной войны командир партизанского отряда «Беларусь», Герой Советского Союза (15.08.1944). Полковник (1943).

## Биография

Могила Покровского на Восточном кладбище Минска

Родился 9 мая 1909 года в селе Сорогожское Лопатинской волости Весьегонского уезда Тверской губернии в крестьянской семье.
В период с 1922 по 1927 год жил и начал трудовую деятельность в городе Ленинграде. В 1927—1929 годах помогает организовывать в Вышнем Волочке трудовую сельскую коммуну, где становится секретарём комсомольской ячейки. В 1931 году вступил в члены ВКП(б), учился в советско-партийной школе в Твери, по окончании которой был направлен по комсомольской линии в Беларусь. В 1931 году избран секретарём Ушачского райкома комсомола, а в 1933 Добрушского райкома комсомола. Затем работал в ЦК комсомола Беларуси. С 1939 года 1-й секретарь Руденского райкома КП Беларуси. В этом же году окончил два курса Минского пединститута.
С началом Великой Отечественной войны остался на оккупированной территории и создал партизанский отряд «Беларусь», действовавший на территории Минской области.
После войны жил в городе Минске. Умер 4 августа 1976 года. Похоронен на Восточном кладбище.

## Награды
- Указом Президиума Верховного Совета СССР от 15 августа 1944 года Николаю Прокофьевичу Покровскому присвоено звание Героя Советского Союза (медаль № 4048);
- орден Ленина;
- орден Красного Знамени;
- два ордена Трудового Красного Знамени;
- медаль «Партизану Отечественной войны» 1-й степени;
- медаль «Партизану Отечественной войны» 2-й степени.

## Память
- В память о Герое в родном селе Сорогожском в 2005 году была установлена мемориальная доска.